# Paradoxa de l'observador
En ciències socials —així com en física i física experimental—, la paradoxa de l'observador fa referència a una situació en què el fenomen observat es veu influenciat per la presència del propi observador o investigador.

## En lingüística
En l'àmbit de la sociolingüística, el terme paradoxa de l'observador va ser encunyat per William Labov, qui establia el següent sobre el concepte:
[…] el propòsit de la recerca lingüística en una comunitat ha de ser descobrir com parla la gent quan no està sent observada sistemàticament; no obstant això, només podem obtenir aquesta informació mitjançant observació sistemàtica.
El terme apunta al desafiament al qual els sociolingüistes s'enfronten durant el treball de camp, on el procés de recopilació de dades es veu deteriorat per la mateixa presència de l'investigador. Mentre un investigador de camp tracta d'observar l'ús de la llengua vernacular del parlant en una entrevista, el parlant, conscient que el seu llenguatge serà analitzat posteriorment per experts, es veurà inclinat a adoptar un registre formal. Això produeix informació no representativa de la dicció usual del parlant, i la paradoxa radica en el fet que si l'investigador no estigués present, l'entrevistat sí que utilitzaria el seu registre habitual de manera espontània.

## Superar la paradoxa
Labov creia que la parla del subjecte, en referència a estil i registre, venia determinada pel grau d'atenció que aquest prestava a la seva manera de parlar. Segons la teoria sociolingüística de J. K. Chambers, l'«estratègia més reeixida per a aconseguir que els subjectes oblidin l'artificiositat de la situació es basa a treure a col·lació jocs infantils o situacions de vida o mort. El més fiable per a obtenir un llenguatge realment casual són les interrupcions fortuïtes de familiars i amics mentre la gravadora continua encesa». D'acord amb el que deia Labov, quan els subjectes conten històries personals emotives, són més susceptibles de veure's esglaiats pel record d'un incident important en les seves vides, i —per tant— presten menys atenció a la seva manera de parlar, cedint a un registre casual.
En l'estudi de Labov, The Social Stratification of (r) in New York City Department Stores, el lingüista intenta «veure com la gent utilitza el llenguatge en un context en què no existeix una observació explícita». Labov aconsegueix el seu propòsit fent una pregunta a diversos treballadors de diferents grans magatzems que evoqui sempre la mateixa resposta: «fourth floor» (en català, «quarta planta»). Tot seguit, formula una altra pregunta per a aclarir la seva resposta, a fi d'obtenir un registre formal. Segons Labov, aquest model d'entrevista espontani i anònim probablement assegura que els subjectes es resisteixin a controlar conscientment la seva dicció.